# 2017년 도쿄도의회 의원 선거
2017년 도쿄도의회 의원 선거(일본어: 2017年東京都議会議員選挙)는 도쿄도의회 의원 127명을 선출하기 위해 2017년 7월 2일에 실시되었다.

## 개요
쓰키지 시장을 고토구 도요스 지역으로 이전하는 문제, 대기 아동 문제 등 여러 도내 쟁점들과 지난 2016년 8월 취임한 고이케 유리코 도쿄도지사의 도정 운영에 대한 평가 성격을 띄는 선거이다. 또한 이와 함께 모리토모 학원 스캔들에 대한 비판 여론 확산, 이나다 도모미 방위대신이 남수단에 파견되어 활동 중인 자위대 소속 대원들이 겪은 위험이 보고된 방위성 내부 기록을 은폐하는데 관여했다는 의혹이 제기된 상황에서 아베 신조 정권에 대한 평가 성격을 띄고 있기도 하다.
또한 이 선거는 공직선거법의 개정(2016년 6월 19일 시행)으로 선거권이 "만 18세 이상"으로 낮춰진 상태에서 처음으로 실시되는 도도부현 의회 선거이다.

## 선거 정보

### 고시일
- 2017년 6월 23일

### 투표일
- 2017년 7월 2일
  - 기일전 투표(사전 투표) 기간 : 2017년 6월 24일 ~ 7월 1일

### 총 유권자 수
- 11,266,521명 (2017년 6월 22일 현재)

### 선거 홍보 대사
- 하시모토 칸나 (탤런트·가수·배우)[4]

### 의원 정수
- 총 127명

### 선거 제도
- 소선거구제(7개 선거구), 2~8명을 선출하는 대선거구제(35개 선거구)

### 각 선거구별 의원 정수
| 지요다구   | 주오구     | 미나토구       | 신주쿠구       | 분쿄구         | 다이토구       | 스미다구   |
| ---------- | ---------- | -------------- | -------------- | -------------- | -------------- | ---------- |
| 1          | 1          | 2              | 4              | 2              | 2              | 3          |
| 고토구     | 시나가와구 | 메구로구       | 오타구         | 세타가야구     | 시부야구       | 나카노구   |
| 4          | 4          | 3              | 8              | 8              | 2              | 3          |
| 스기나미구 | 도시마구   | 기타구         | 아라카와구     | 이타바시구     | 네리마구       | 아다치구   |
| 6          | 3          | 3              | 2              | 5              | 6              | 6          |
| 가쓰시카구 | 에도가와구 | 하치오지시     | 다치카와시     | 무사시노시     | 미타카시       | 오메시     |
| 4          | 5          | 5              | 2              | 1              | 2              | 1          |
| 후추시     | 아키시마시 | 마치다시       | 고가네이시     | 고다이라시     | 히노시         | 니시토쿄시 |
| 2          | 1          | 4              | 1              | 2              | 2              | 2          |
| 니시타마   | 미나미타마 | 기타타마 제1구 | 기타타마 제2구 | 기타타마 제3구 | 기타타마 제4구 | 도서부     |
| 2          | 2          | 3              | 2              | 3              | 2              | 1          |

대부분의 선거구가 특별구 및 시정촌 단위로 설정되어 있지만, 인구가 적은 시정촌의 경우 다른 시정촌과 통합하여 선거구가 설정되기도 한다. 둘 이상의 시정촌으로 구성된 선거구는 다음과 같다.
- 니시타마 선거구 (오메시를 제외하고 현재 니시타마군의 정·촌과 과거 니시타마군에 속했던 시 지역) : 훗사시, 하무라시, 아키루노시, 히노하라촌, 히노데정, 미즈호정, 오쿠타마정
- 미나미타마 선거구 (과거 미나미타마군에 속했던 시 지역) : 다마시, 이나기시
- 기타타마 제1구 : (현재 기타타마군의 정·촌과 과거 기타타마군에 속했던 시 지역) : 히가시무라야마시, 히가시야마토시, 무사시무라야마시
- 기타타마 제2구 : 고쿠분지시, 구니타치시
- 기타타마 제3구 : 조후시, 고마에시
- 기타타마 제4구 : 기요세시, 히가시쿠루메시
- 도서부 선거구 : 아오가시마촌, 하치조정, 미쿠라지마촌, 미야케촌, 오가사와라촌, 고즈시마촌, 니지마촌, 오시마정, 도시마촌

### 입후보자
6월 23일 선거가 고시된 이후 총 42개 선거구, 의원 정수 127명에 대하여 259명이 입후보했다. 직전 선거인 2013년 선거 때의 253명과 비교해 6명이 증가했다. 또한 이번 선거에서 여성이 전체 후보자의 4분의 1에 달하는 65명이 입후보하여, 역대 최다를 기록했다.

#### 정당별 입후보자 수
| 정당                       | 입후보자 수 | 비고                                                 |
| -------------------------- | ----------- | ---------------------------------------------------- |
| 자유민주당                 | 60          | 추천 : 일본의 마음                                   |
| 공명당                     | 23          | 추천 : 도민퍼스트회                                  |
| 일본공산당                 | 37          | 후보 중 1명을 자유당이 추천                          |
| 민진당                     | 23          | 추천 : 자유당                                        |
| 도민퍼스트회               | 50          |                                                      |
| 도쿄 생활자 네트워크       | 4           | 후보 중 1명을 도민퍼스트회가 추천, 일본공산당이 지지 |
| 일본유신회                 | 4           |                                                      |
| 사회민주당                 | 1           | 세타가야구 선거구, 추천 : 자유당                     |
| 행복실현당                 | 6           |                                                      |
| 지방의원 제로회            | 3           |                                                      |
| 국민퍼스트회               | 1           | 지요다구 선거구                                      |
| 희망퍼스트회               | 1           | 주오구 선거구                                        |
| 행정 개혁 110번            | 1           | 세타가야구 선거구                                    |
| 도정을 혁신하는 모임       | 1           | 스기나미구 선거구                                    |
| 환경당                     | 1           | 네리마구 선거구                                      |
| 구민퍼스트회               | 1           | 가쓰시카구 선거구                                    |
| NHK로부터 국민을 지키는 당 | 1           | 가쓰시카구 선거구                                    |
| 일본제일당                 | 1           | 하치오지시 선거구                                    |
| 무소속                     | 40          | 후보 중 도민퍼스트회 추천 11명, 일본공산당 추천 4명  |

## 주요 쟁점
출처 :
- 고이케 유리코 도쿄도지사의 도정 운영에 대한 평가
- 도의회 개혁
- 쓰키지 시장의 고토구 도요스 지역으로의 이전 문제 및 관련된 문제
- 2020년 도쿄 올림픽 및 패럴림픽 준비 문제
- 대기 아동 및 간호 난민(간호가 필요한 노약자임에도 그 어느 곳에서도 간호를 받을 수 없는 사람)의 해소 대책
- 간접 흡연에 대한 대책
- 모리토모 학원 스캔들 및 카케 학원 문제와 공모죄 등에 대한 자민당 및 아베 정권에 대한 평가

## 선거 결과

### 정당별 결과
| 정당               | 정당                 | 득표수     | %      | 선거 전 의석 | 획득 의석 | 의석 증감 |
| ------------------ | -------------------- | ---------- | ------ | ------------ | --------- | --------- |
|                    | 도민퍼스트회         | 1,884,029  | 33.68  | 6            | 49        | 43        |
|                    | 자유민주당           | 1,260,101  | 22.53  | 57           | 23        | 34        |
|                    | 공명당               | 734,697    | 13.13  | 22           | 23        | 1         |
|                    | 일본공산당           | 773,722    | 13.83  | 17           | 19        | 2         |
|                    | 민진당               | 385,752    | 6.90   | 7            | 5         | 2         |
|                    | 도쿄 생활자 네트워크 | 69,929     | 1.25   | 3            | 1         | 2         |
|                    | 일본유신회           | 54,016     | 0.97   | 1            | 1         | 보합      |
|                    | 사회민주당           | 13,243     | 0.24   | 0            | 0         | 보합      |
|                    | 기타 정당            | 43,092     | 0.77   | 0            | 0         | 보합      |
|                    | 무소속               | 375,048    | 6.70   | 5            | 6         | 1         |
| 무효/기권          | 무효/기권            | 88,233     | –      |              |           |           |
| 합계               | 합계                 | 5,681,864  | 100.00 |              |           |           |
| 등록 유권자/투표율 | 등록 유권자/투표율   | 11,081,157 | 51.28  |              |           |           |
| 출처 :             |                      |            |        |              |           |           |

### 선거구별 결과
| 선거구         | 의원 정수 | 입후보자 수 | 당선자 수/후보자 수 | 당선자 수/후보자 수 | 당선자 수/후보자 수 | 당선자 수/후보자 수 | 당선자 수/후보자 수 | 당선자 수/후보자 수 | 당선자 수/후보자 수 | 당선자 수/후보자 수 | 당선자 수/후보자 수 | 당선자 수/후보자 수 |
| -------------- | --------- | ----------- | ------------------- | ------------------- | ------------------- | ------------------- | ------------------- | ------------------- | ------------------- | ------------------- | ------------------- | ------------------- |
| 선거구         | 의원 정수 | 입후보자 수 | 자민당              | 공명당              | 공산당              | 민진당              | 도민퍼스트          | 생활자 넷           | 유신                | 사민당              | 기타                | 무소속              |
| 지요다구       | 1         | 4           | 0/1                 |                     |                     |                     | 1/1                 |                     |                     |                     | 0/1                 | 0/1                 |
| 주오구         | 1         | 5           | 0/1                 |                     |                     |                     | 1/1                 |                     |                     |                     | 0/1                 | 0/2                 |
| 미나토구       | 2         | 6           | 1/2                 |                     | 0/1                 |                     | 1/1                 |                     |                     |                     | 0/1                 | 0/1                 |
| 신주쿠구       | 4         | 7           | 1/2                 | 1/1                 | 1/1                 | 0/1                 | 1/1                 |                     |                     |                     |                     | 0/1                 |
| 분쿄구         | 2         | 3           | 1/1                 |                     | 0/1                 |                     | 1/1                 |                     |                     |                     |                     |                     |
| 다이토구       | 2         | 5           | 0/1                 |                     | 0/1                 |                     | 1/1                 |                     |                     |                     |                     | 1/2                 |
| 스미다구       | 3         | 5           | 1/2                 | 1/1                 | 0/1                 |                     | 1/1                 |                     |                     |                     |                     |                     |
| 고토구         | 4         | 9           | 1/2                 | 1/1                 | 1/1                 | 0/1                 | 1/1                 |                     |                     |                     | 0/1                 | 0/2                 |
| 시나가와구     | 4         | 7           | 0/2                 | 1/1                 | 1/1                 | 0/1                 | 2/2                 |                     |                     |                     |                     |                     |
| 메구로구       | 3         | 5           | 0/2                 | 1/1                 | 1/1                 |                     | 1/1                 |                     |                     |                     |                     |                     |
| 오타구         | 8         | 15          | 2/3                 | 2/2                 | 1/2                 | 0/1                 | 2/2                 |                     | 1/1                 |                     | 0/1                 | 0/3                 |
| 세타가야구     | 8         | 18          | 3/3                 | 1/1                 | 1/1                 | 1/1                 | 2/2                 | 0/1                 | 0/1                 | 0/1                 | 0/2                 | 0/5                 |
| 시부야구       | 2         | 5           | 0/1                 |                     | 0/1                 | 0/1                 | 1/1                 |                     |                     |                     |                     | 1/1                 |
| 나카노구       | 3         | 6           | 0/1                 | 1/1                 | 0/1                 | 1/1                 | 1/1                 |                     |                     |                     | 0/1                 |                     |
| 스기나미구     | 6         | 12          | 2/2                 | 1/1                 | 1/1                 | 0/2                 | 2/2                 | 0/1                 |                     |                     | 0/2                 | 0/1                 |
| 도시마구       | 3         | 5           | 0/1                 | 1/1                 | 1/1                 | 0/1                 | 1/1                 |                     |                     |                     |                     |                     |
| 기타구         | 3         | 5           | 0/1                 | 1/1                 | 1/1                 | 0/1                 | 1/1                 |                     |                     |                     |                     |                     |
| 아라카와구     | 2         | 7           | 0/1                 | 1/1                 | 0/1                 |                     |                     |                     |                     |                     | 0/1                 | 1/3                 |
| 이타바시구     | 5         | 10          | 0/2                 | 1/1                 | 1/1                 | 1/1                 | 2/2                 |                     |                     |                     | 0/1                 | 0/2                 |
| 네리마구       | 6         | 10          | 1/2                 | 1/1                 | 1/1                 | 1/2                 | 2/2                 | 0/1                 |                     |                     | 0/1                 |                     |
| 아다치구       | 6         | 9           | 1/2                 | 2/2                 | 1/1                 | 0/1                 | 2/2                 |                     | 0/1                 |                     |                     |                     |
| 가쓰시카구     | 4         | 8           | 1/2                 | 1/1                 | 1/1                 | 0/1                 | 1/1                 |                     |                     |                     | 0/2                 |                     |
| 에도가와구     | 5         | 6           | 1/2                 | 1/1                 | 1/1                 |                     | 2/2                 |                     |                     |                     |                     |                     |
| 하치오지시     | 5         | 9           | 1/2                 | 1/1                 | 1/1                 | 0/1                 | 2/2                 |                     |                     |                     | 0/1                 | 0/1                 |
| 다치카와시     | 2         | 4           | 1/1                 |                     | 0/1                 |                     | 1/1                 |                     |                     |                     |                     | 0/1                 |
| 무사시노시     | 1         | 3           | 0/1                 |                     |                     | 0/1                 | 1/1                 |                     |                     |                     |                     |                     |
| 미타카시       | 2         | 4           | 0/1                 |                     | 0/1                 | 1/1                 | 1/1                 |                     |                     |                     |                     |                     |
| 오메시         | 1         | 3           | 0/1                 |                     |                     |                     | 1/1                 |                     |                     |                     |                     | 0/1                 |
| 후추시         | 2         | 4           | 0/1                 |                     | 0/1                 |                     | 2/2                 |                     |                     |                     |                     |                     |
| 아키시마시     | 1         | 3           | 0/1                 |                     | 0/1                 |                     | 1/1                 |                     |                     |                     |                     |                     |
| 마치다시       | 4         | 8           | 1/2                 | 1/1                 | 1/1                 | 0/1                 | 1/1                 |                     | 0/1                 |                     | 0/1                 |                     |
| 고가네이시     | 1         | 5           | 0/1                 |                     |                     |                     | 1/1                 |                     |                     |                     |                     | 0/3                 |
| 고다이라시     | 2         | 4           | 1/1                 |                     | 0/1                 | 0/1                 | 1/1                 |                     |                     |                     |                     |                     |
| 히노시         | 2         | 4           | 1/1                 |                     | 0/1                 |                     | 1/1                 |                     |                     |                     |                     | 0/1                 |
| 니시토쿄시     | 2         | 4           | 0/1                 |                     | 0/1                 |                     | 1/1                 |                     |                     |                     |                     | 1/1                 |
| 니시타마       | 2         | 4           | 1/1                 |                     | 0/1                 |                     | 1/1                 |                     |                     |                     |                     | 0/1                 |
| 미나미타마     | 2         | 5           | 0/1                 |                     | 0/1                 |                     | 1/1                 |                     |                     |                     |                     | 1/2                 |
| 기타타마 제1구 | 3         | 6           | 0/1                 | 1/1                 | 1/1                 | 0/1                 | 1/1                 |                     |                     |                     |                     | 0/1                 |
| 기타타마 제2구 | 2         | 4           | 0/1                 |                     |                     | 0/1                 | 1/1                 | 1/1                 |                     |                     |                     |                     |
| 기타타마 제3구 | 3         | 6           | 0/1                 | 1/1                 | 1/1                 |                     |                     |                     |                     |                     |                     | 1/3                 |
| 기타타마 제4구 | 2         | 4           | 0/1                 |                     | 1/1                 |                     | 1/1                 |                     |                     |                     |                     | 0/1                 |
| 도서부         | 1         | 3           | 1/1                 |                     | 0/1                 |                     | 0/1                 |                     |                     |                     |                     |                     |
| 합계           | 127       | 259         | 23/60               | 23/23               | 19/37               | 5/23                | 49/50               | 1/4                 | 1/4                 | 0/1                 | 0/17                | 6/40                |